# Lupinus latifolius
Espèce
Lupinus latifolius est une espèce de plantes à fleurs originaire de l’ouest de l’Amérique du Nord.

## Habitat
La plante est présente à l’ouest de l’Amérique du Nord de la Californie jusque l’État de Washington. Elle est également présente dans les États du Nevada, de l’Utah, de l’Arizona et du Nouveau-Mexique.

## Description
La plante vivace peut atteindre une taille comprise entre 30 centimètres jusque 2 mètres. Ses feuilles composées sont palmées. L’inflorescence possède un grand nombre de fleurs. Chaque fleur fait entre un et deux centimètres de long. La coloration des fleurs varie de bleu – violet à blanc

### Sous-espèces
La plante dispose de nombreuses sous-espèces. Parmi celles-ci se trouve la rare Lupinus latifolius barbatus qui est endémique au plateau de Modoc au nord-est de la Californie. Lupinus latifolius dudleyi est quant à lui présent dans la région de la baie de San Francisco.